# Somogyhárságy, Baranya
Somogyhárságy este un sat în districtul Szigetvár, județul Baranya, Ungaria, având o populație de 445 de locuitori (2011). 

## Demografie
Componența etnică a satului Somogyhárságy
     Maghiari (82,46%)
     Romi (7,74%)
     Germani (6,61%)
     Necunoscut (3,19%)
     Alții (3,19%)
Componența confesională a satului Somogyhárságy
     Romano-catolici (60,9%)
     Fără religie (12,58%)
     Reformați (6,29%)
     Necunoscută (20,22%)
Conform recensământului din 2011, satul Somogyhárságy avea 445 de locuitori. Din punct de vedere etnic, majoritatea locuitorilor (82,46%) erau maghiari, existând și minorități de romi (7,74%) și germani (6,61%). Apartenența etnică nu este cunoscută în cazul a 3,19% din locuitori.  Din punct de vedere confesional, majoritatea locuitorilor (60,9%) erau romano-catolici, existând și minorități de persoane fără religie (12,58%) și reformați (6,29%). Pentru 20,22% din locuitori nu este cunoscută apartenența confesională.